# Brémoy
Brémoy (bʁe.mwaⓘ) es una población y comuna francesa, situada en la región de Baja Normandía, departamento de Calvados, en el distrito de Vire y cantón de Aunay-sur-Odon.

## Demografía
| 261 | 209 | 194 | 183 | 181 | 226 |
| Para los censos de 1962 a 1999 la población legal corresponde a la población sin duplicidades (Fuente: INSEE [Consultar]) |     |     |     |     |     |